# Evelio Rodríguez Lendián
Evelio Rodríguez Lendián (Guanabacoa, 1860-La Habana, 1939) fue un profesor e historiador cubano.

## Biografía
Nacido el 18 de noviembre de 1860 en Guanabacoa, fue doctor en Filosofía y Letras y en Derecho. Ocupó cargos importantes en la Instrucción Pública de Cuba y fue decano de la Facultad de Ciencias y Letras de la Universidad de La Habana, además de catedrático de Historia y director del Ateneo. Llegó a ocupar el cargo de rector de la Universidad de La Habana. Fue miembro de número y presidente de la Academia de la Historia de Cuba. Falleció el 31 de julio de 1939 en La Habana.